# Ádám Antal (geofizikus)
Ádám Antal (Szekszárd, 1929. szeptember 13. – Sopron, 2025. március 15.) Széchenyi-díjas magyar geofizikus, a Magyar Tudományos Akadémia rendes tagja. A geoelektromos és elektromágneses műszerek neves kutatója.

## Életpályája
1948-ban kezdte meg egyetemi tanulmányait az akkor még Sopronban működő Nehézipari Műszaki Egyetem Bányamérnöki Karán, ahol 1952-ben szerzett bányakutató-mérnöki diplomát. Diplomájának megszerzése után az egyetem geodéziai és geofizikai munkaközösségének tudományos munkatársa lett, majd 1956 és 1959 között félállásban tanársegédként dolgozott. Már 1955-ben az MTA Geofizikai Kutatólaboratóriumában dolgozott, ahol 1957-ben osztályvezetői kinevezést kapott. Közben a Geofizikai Műszergyár (később GAMMA Művek) soproni részlegének vezetésével is megbízták. 
1972-ben az MTA Geodéziai és Geofizikai Kutatóintézet tudományos igazgatóhelyettese lett, amely tisztséget huszonhét éven keresztül töltött be. Eközben 1992-ig a geofizikai főosztály vezetője volt, amely pozíciói 1997 és 1999 között ismét betöltött. 1999-ben kutatóprofesszori megbízást kapott, majd 2002-ben nyugdíjba vonult, de haláláig szakmailag továbbra is aktív volt.
1970-től tartott geofizikai előadásokat az Eötvös Loránd Tudományegyetemen. Itt 1974-ben címzetes egyetemi tanári címet kapott. Előadásait 1985-ig tartotta. A Magyar Litoszféra Bizottság magyar nemzeti bizottságának elnöke, valamint 1991 és 1995 között a Nemzetközi Földmágnesességi és Aeronómiai Asszociáció belső mágneses tér divíziójának társelnöke volt. Ezenkívül 1975 és 1983 között az EM Indukciós Munkacsoportjának volt társelnöke, majd elnöke.
1965-ben védte meg a műszaki tudományok kandidátusi, 1970-ben akadémiai doktori értekezését. A Veszprémi Akadémiai Bizottságnak (VEAB) és az MTA Geofizikai Tudományos Bizottságnak lett tagja. 1980 és 1993 között a VEAB geofizikai munkabizottságának elnöke, 1990 és 2002 között a VAB alelnöke volt. 1990-ben megválasztották a Magyar Tudományos Akadémia levelező, 1993-ban rendes tagjává. 1994 és 1998 között a Országos Akkreditációs Bizottság tagja volt. 1985-ben a londoni Royal Astronomical Society, 1995-ben az Osztrák Tudományos Akadémia felvette tagjai sorába.

## Munkássága
Fő kutatási területe a geoelektromos és elektromágneses műszerek és módszerek. A magyarországi magnetotellurikus (MT) kutatás alapját Ádám nagy érzékenységű mágneses variométerei, illetve indukciós szondái adták meg. Ádám mutatta ki elsőnek azt, hogy a Pannon-medence aljzata geofizikai szempontból regionálisan (területenként) inhomogén, valamint 1963-ban az elektromos vezetőképesség növekedését a kissebességű asztenoszféra mélységében.
Az MT-módszerrel sikerült a bányaművelés által előidézett geodinamikai változásokat tanulmányoznia, valamint vizsgálta a földi elektromágneses tér többféle (elsősorban tér- és időbeli) változásait. Szabadalma van az úgynevezett EM-zajok földtani hasznosítására. Nevéhez fűződik több geoelektromos módszer-, illetve műszerfejlesztés is. Több mint kétszáznyolcvan tudományos publikáció, illetve öt műszer- és módszerszabadalom szerzője vagy társszerzője.

## Díjai, elismerései
- Akadémiai Díj (1962, 1970)
- Eötvös-emlékérem (1980)
- az Oului Egyetem díszdoktora (1989)
- Széchenyi-díj (1996) – Az elektromágneses geofizikai kutatási módszerek fejlesztése és gyakorlati alkalmazása, valamint a geofizikai műszerfejlesztés terén nemzetközileg is elismert kiemelkedő eredményeiért, melyekkel jelentősen hozzájárult a Pannon-medence, az Alpok és a Fennoskandinávia geológiai szerkezetének megismeréséhez.
- a Miskolci Egyetem díszdoktora (2004)
- Ipolyi Arnold tudományfejlesztési díj (2005, OTKA)

## Főbb publikációi
- A palezoós grafitos képződmények meghatározása magnetotellurikus módszerrel (1971)
- Geoelectric and Geothermal Studies (szerk, 1976)
- Geothermal Effects in the Formation of Electrically Conducting Zones and Temperature Distribution in the Earth (1978)
- A dunántúli elektromos vezetőképesség-anomália földtani és módszertani jelentősége (1992)
- Elektromos ellenállás mint a fizikai folyamatok indikátora a földben (1993)
- The Crustal and Upper-Mantle Geophysical Signature of Narrow Continental Rifts in the Pannonian Basin (1998)